# Pièces de monnaie en couronne danoise
Les pièces de monnaie du Danemark sont une des représentations physiques, avec les billets de banque, de la monnaie du Royaume du Danemark.

## L'unité monétaire danoise
La couronne danoise (DKK) est la devise du Royaume du Danemark depuis 1873. 
La couronne danoise est subdivisée en 100 øre.

## Les pièces de monnaie danoises

### La première série (1947) deFrédéricIX(1947-1972)
- Les pièces de 1 øre, 2 øre et 5 øre en zinc
- Les pièces de 10 øre et 25 øre en cupro-nickel
- Les pièces de 1 couronne et 2 couronnes en alumium-bronze

### La seconde série (1960) deFrédéricIX(1947-1972)
- La pièce de 5 øre en bronze
- La pièce de 10 øre en cupro-nickel
- La pièce de 25 øre en cupro-nickel
- La pièce de 1 couronne en cupro-nickel
- La pièce de 5 couronnes en cupro-nickel

### La série de 1973 deMargueriteII(1972-)
- La pièce de 5 øre en acier cuivré
- La pièce de 10 øre en acier nickel
- La pièce de 25 øre en acier nickel
- La pièce de 1 couronne en acier-nickel
- La pièce de 5 couronnes en acier-nickel

En mai 1972, les pièces de 1 øre et de 2 øre sont retirées de la circulation et cessent d'avoir cours le 1er avril 1973.
En 1989, les pièces de 5 øre et de 10 øre ont été retirées de la circulation tandis qu'une pièce de 20 couronnes était frappée

### La série de 1990 deMargueriteII(1991-   )
| série de 1990 de Marguerite II (1991- ) | série de 1990 de Marguerite II (1991- ) | série de 1990 de Marguerite II (1991- ) | série de 1990 de Marguerite II (1991- ) | série de 1990 de Marguerite II (1991- ) | série de 1990 de Marguerite II (1991- )                                                       | série de 1990 de Marguerite II (1991- )                                                              | série de 1990 de Marguerite II (1991- ) |
| Valeur                                  | Paramètres techniques                   | Paramètres techniques                   | Paramètres techniques                   | Description                             | Description                                                                                   | Description                                                                                          | Date de la première frappe              |
| Valeur                                  | Diamètre                                | Poids                                   | Composition                             | Bord                                    | Avers                                                                                         | Revers                                                                                               | Date de la première frappe              |
| --------------------------------------- | --------------------------------------- | --------------------------------------- | --------------------------------------- | --------------------------------------- | --------------------------------------------------------------------------------------------- | --- | --------------------------------------- |
| 25 øre                                  | 17.5 mm                                 | 2.80 g                                  | Bronze                                  | lisse                                   | la couronne royale, le millésime et la mention DANMARK                                        | la valeur faciale 25 ØRE, le cœur (symbole de la monnaie royale,                                     | de 1991 à 2008                          |
| 50 øre                                  | 21.5 mm                                 | 4.30 g                                  | Bronze                                  | lisse                                   | la couronne royale, le millésime et la mention DANMARK                                        | la valeur faciale 50 ØRE, le cœur (symbole de la monnaie royale,                                     | 1989                                    |
| 1 couronne                              | 20.25 mm                                | 3.60 g                                  | Cupro-nickel                            | cannelée                                | Le monogramme de la reine Marguerite II et le millésime                                       | la valeur faciale 1 KRONE, des symboles préhistoriques autour du trou central et la mention DANMARK  | 1993                                    |
| 2 couronnes                             | 24.5 mm                                 | 5.90 g                                  | Cupro-nickel                            | cannelée                                | Le monogramme de la reine Marguerite II et le millésime                                       | la valeur faciale 2 KRONER, des symboles préhistoriques autour du trou central et la mention DANMARK | 1993                                    |
| 5 couronnes                             | 28.50 mm                                | 9.20 g                                  | Cupro-nickel                            | cannelée                                | Le monogramme de la reine Marguerite II et le millésime                                       | la valeur faciale 5 KRONER, des symboles préhistoriques autour du trou central et la mention DANMARK | 1990                                    |
| 10 couronnes                            | 23.35 mm                                | 7.00 g                                  | Aluminium-bronze                        | lisse                                   | Portrait de la reine Marguerite II, la mention MARGHRETE II DANMARKS DRONNING et le millésime | la valeur faciale 10 KRONER sous le blason royal                                                     | 1989                                    |
| 20 couronnes                            | 27.0 mm                                 | 9.30 g                                  | Aluminium-bronze                        | lisse                                   | Portrait de la reine Marguerite II, la mention MARGHRETE II DANMARKS DRONNING et le millésime | la valeur faciale 20 KRONER sous le blason royal                                                     | 2003                                    |